# Juan Iglesias Garrigos
Juan Iglesias Garrigos (Bilbao, 1915 - 17 de abril de 2001) fue un político español del Partido Socialista de Euskadi (PSE-PSOE).

## Biografía
Ingresa en la Unión General de Trabajadores  (UGT) a los 15 años. En 1934 es procesado y condenado debido a su participación en la revolución de 1934. Al comenzar la guerra civil española es detenido y conducido a Vitoria, donde un tribunal le condena a muerte. Sin embargo, se le conmuta la pena a cadena perpetua. Recluido en el Fuerte de San Cristóbal de Pamplona, es uno de los pocos supervivientes de la masiva fuga realizada el 22 de mayo de 1938, en la que fueron abatidos 206 reclusos de este penal militar. Iglesias, a resultas de un balazo, pierde un brazo en el intento de fuga. Recobra la libertad y colabora en la organización del Partido Socialista Obrero Español (PSOE) dentro de España durante la dictadura franquista. Sin embargo, debe exiliarse por su militancia, y comienza a trabajar en la delegación del Gobierno vasco en Bayona. En 1963, al fallecer Paulino Gómez Beltrán, es propuesto por el Partido Socialista de Euskadi (PSE) como consejero sin cartera del Gobierno vasco, cargo que ocupa hasta la disolución del Gobierno vasco en el exilio en junio de 1979. En 1978 es propuesto como consejero de Trabajo en el Consejo General Vasco (órgano preautonómico del País Vasco), presidido por Ramón Rubial primero y por Carlos Garaikoetxea después. Cesa en el cargo tras la constitución del primer Gobierno vasco posterior al Estatuto de Gernika en 1980. Fue igualmente presidente del PSE entre 1977 y 1982 y miembro del comité federal del PSOE.

| Predecesor: Paulino Gómez Beltrán | Consejero sin cartera del Gobierno de Euzkadi 1963-1979  | Sucesor: Cargo abolido         |
| Predecesor: Cargo creado          | Consejero de Trabajo del Consejo General Vasco 1978-1980 | Sucesor: Mario Fernández Pelaz |